# Jes Stein Pedersen
 Der er for få eller ingen kildehenvisninger i denne artikel, hvilket er et problem. Du kan hjælpe ved at angive troværdige kilder til de påstande, som fremføres i artiklen.

Jes Stein Pedersen (født 4. november 1959) er en dansk journalist og studievært.
Jes Stein Pedersen er uddannet cand.phil. i samfundsfag. Fra 1992 til 1996 kulturredaktør på Det Fri Aktuelt. I 1996 kom han til Politiken, hvor han blev kulturredaktør, lederskribent og litteraturkritiker. Han begyndte at skrive en ugentlig klumme om litteratur under pseudonymet Bibliopaten i 2000. Den omsatte han senere til en blog og til tv på DK4.  
Fra 2004 til 2011 var han vært på Deadline 2. sektion på DR2. I 2012 tiltrådte han som litteraturredaktør på Politiken. I 2014 blev han vært for Politikens litteraturpodcast Bogfolk, som udkommer hver uge. 
I 2012 åbnede Jes Stein Pedersen under pseudonymet Bogdoktoren sin egen åbne konsultation i Politikens bogsektion, hvor han ordinerede litterær medicin til læsere, der henvendte sig til brevkassen. Konsultationen i avisen er for nærværende lukket, men Bogdoktoren er stadig aktiv som omrejsende foredragsholder og har altid både lægetaske og receptblok med sig. 
I 1995 lavde Jes Stein Pedersen dokumentarfilmen En verden uden tid og sted sammen med Peter Hesseldahl for Statens Filmcentral. Det er en film om en verden, der bliver mere ens, fordi den vestlige livsforms værdier breder sig overalt. Blandt de ti interviewede er Dalai Lama, tibetanernes åndelige overhoved, Alan Kay, en af computerens visionære fædre, og Eduardo Galeano, colombiansk forfatter og historiker. Filmen har et klart økologisk perspektiv. 
Jes Stein Pedersen lavede for DR-TV i 2008 tv-serien Ordet og Bomben, der handlede om forholdet mellem terror og litteratur med inspiration fra den amerikanske forfatter Don DeLillo. Han talte med forfattere i fem forskellige byer: Jonathan Safran Foer i New York, Tariq Ali i London, Daniel Kehlmann i Wien, Orhan Pamuk i Istanbul og Alaa al-Asawany i Cairo.
Jes Stein Pedersen modtog Kunstrådets formidlingspris i 2009. Juryen bestod af Karen-Maria Bille, teaterdramaturg (formand), Tine Fischer, festivaldirektør for dokumentarfilmfestivalen CPH:DOX og medlem af Charlottenborgs bestyrelse, Frederik Stjernfelt, professor Aarhus Universitet og debattør. samt Ralf Christensen, musikanmelder på bl.a. Information og P2.
I begrundelsen hed det bl.a.: 
”Jes Stein Pedersen tildeles prisen for at fastholde kunstens og den kritiske journalistiks røst i samfundsdebatten og for at bidrage til at hæve niveauet for det offentlige ræsonnement. Jes Stein Pedersen diskuterer ikke om kunsten spiller en rolle i samfundet eller ej, han taler ganske enkelt ud fra kunstens samfundspolitiske epicenter. Det er godt gået i en tid hvor journalistikken tager fart som produktlancering og overfladiske recitationer uden særlig meget dybde eller relevans. Jes Stein Pedersen viger ikke tilbage for at sætte sin faglighed i spil i en let tilgængelig form, men uden at gå på kompromis med fordybelsen. Og han tør gå imod tidsånden ved at insistere på en så gammelhumanistisk disciplin som den udstrakte, fordybende samtale som et centralt element i en oplyst offentlighed". 
Kilder: (http://journalisten.dk/stor-pris-til-jes-stein-pedersen-fra-deadline-2-sektion & http://www.dr.dk/om-dr/nyheder/dr2-vaert-faar-statens-kunstraads-formidlingspris)
Bestyrelsesposter: Jes Stein Pedersen er medlem af bestyrelsen for Folkeuniversitetet i København og har tidligere siddet i bestyrelsen for Børnefonden og Zahles Seminarium.
Jes Stein Pedersen har skrevet og redigeret flere bøger og bidraget til en lang række udgivelser.
Jes Stein Pedersen blev optaget i Kraks Blå Bog i 2000 og i Eventyrernes Klub i 2010.
Jes Stein Pedersen er gift med Gitte Stein Pedersen, sammen har de fire sønner.